# بيت الغبان (إب)

تعديل مصدري - تعديل

بيت الغبان هي إحدى قرى عزلة الموية بمديرية إب التابعة لمحافظة إب، بلغ تعداد سكانها 867 نسمة حسب تعداد اليمن لعام 2004.